# مارتن جراف
مارتن جراف (بالألمانية: Martin Graf)‏ هو سياسي نمساوي، ولد في 11 مايو 1960 في فيينا في النمسا. نشط حزبياً في حزب الحرية النمساوي. وقد انتخب عضو المجلس الوطني للنمسا عن دائرة Vienna (National Council electoral district) ‏ وقد انضم خلال فترته النيابية ‏  للكتلة البرلمانية Freedom Party Parliamentary Group ‏ وانتخب عضو المجلس الوطني للنمسا.